# Manoj Kumar (zapaśnik)
Manoj Kumar (ur. 8 marca 1985) – indyjski zapaśnik walczący w stylu klasycznym. Zajął 25 miejsce na mistrzostwach świata w 2007. Piąty na igrzyskach azjatyckich w 2010 i dziewiąty w 2014. Brązowy medalista mistrzostw Azji w 2014. Srebrny medalista igrzysk wspólnoty narodów w 2010. Mistrz Wspólnoty Narodów w 2007, 2009, 2011 i 2013 roku.